# Liste der Kreisstraßen im Landkreis Rottweil
Diese Liste enthält die Kreisstraßen im baden-württembergischen Landkreis Rottweil.

## Abkürzungen
- K: Kreisstraße
- L: Landesstraße

## Liste
Die Kreisstraßen behalten die ihnen zugewiesene Nummer nicht bei einem Wechsel in einen anderen Stadt- oder Landkreis. Nicht vorhandene bzw. nicht nachgewiesene Kreisstraßen sind kursiv gekennzeichnet, ebenso Straßen und Straßenabschnitte, die unabhängig vom Grund (Herabstufung zu einer Gemeindestraße oder Höherstufung) keine Kreisstraßen mehr sind.
Der Straßenverlauf wird in der Regel von Nord nach Süd und von West nach Ost angegeben.
| Nr.    | Verlauf |
| ------ | --- |
| K 5500 | L 424 in Altoberndorf – K 5563 – K 5502 – Trichtingen – Kreisgrenze – (K 7131 im Zollernalbkreis) |
| K 5501 | K 5502 in Trichtingen – K 5506 in Harthausen |
| K 5502 | L 424 in Fischingen – Mühlheim am Bach – K 5509 – Renfrizhausen – K 5510 – Bergfelden – K 5507 – L 409 – Vöhringen – K 5505 – Wittershausen – Bochingen – L 415 – K 5500 – Trichtingen – K 5501 – K 5506 in Böhringen       |
| K 5503 | K 5505 – Sigmarswangen – K 5504 – L 415 in Bochingen |
| K 5504 | K 5503 – K 5505 in Wittershausen |
| K 5505 | K 5509 in Holzhausen – K 5507 – L 409 – Sulz am Neckar – K 5503 – Wittershausen – K 5504 – K 5502 |
| K 5506 | K 5563 – Harthausen – K 5501 – Böhringen – K 5502 – K 5562 |
| K 5507 | K 5509 in Sulz am Neckar – K 5505 – K 5502 in Bergfelden |
| K 5508 | L 409 in Hopfau – Glatt – K 5512 – Kreisgrenze – (K 4783 im Landkreis Freudenstadt) |
| K 5509 | L 409 in Sulz am Neckar – K 5507 – Holzhausen – K 5505 – Mühlheim am Bach – K 5502 – Kreisgrenze – (K 4767 im Landkreis Freudenstadt)                                                                                       |
| K 5510 | K 5502 in Renfrizhausen – K 5511 – Bernstein – L 390 |
| K 5511 | Kloster Kirchberg – K 5510 |
| K 5512 | K 5508 in Glatt – L 409 in Sulz am Neckar |
| K 5513 | (K 4761 im Landkreis Freudenstadt) – Kreisgrenze – Dürrenmettstetten – K 5514 – L 409 in Hopfau |
| K 5514 | (K 4760 im Landkreis Freudenstadt) – Kreisgrenze – Dürrenmettstetten – K 5515 – K 5513 |
| K 5515 | (K 4752 im Landkreis Freudenstadt) – Kreisgrenze – K 5554 – Leinstetten – L 409 – Kaltenhof – Ziegelhütte – K 5514 in Dürrenmettstetten                                                                                     |
| K 5516 | L 412 in Dornhan – Grund – Brachfeld – L 409 in Hopfau |
| K 5517 | K 5518 in Fürnsal – L 410 |
| K 5518 | (K 4752 im Landkreis Freudenstadt) – Kreisgrenze – Fürnsal – K 5517 – K 5519 – L 410 in Dornhan |
| K 5519 | (K 4750 im Landkreis Freudenstadt) – Kreisgrenze – Gundelshausen – K 5518 in Dornhan |
| K 5520 | L 412 in Weiden – L 424 in Aistaig |
| K 5521 | L 415 in Fluorn – Hochmössingen – L 413 – L 412 in Weiden |
| K 5522 | L 413/L 415 – Beffendorf – L 419 – Bösingen – K 5563 – Herrenzimmern – Villingendorf – K 5538 – |
| K 5523 | (K 4747 im Landkreis Freudenstadt) – Kreisgrenze – L 413 in Hochmössingen |
| K 5524 | Hinterwittichen – Wittichen – Vorderwittichen – L 405 in Vortal |
| K 5525 | L 422 in Rötenberg – Kreisgrenze – (K 4746 im Landkreis Freudenstadt) |
| K 5526 | K 5531 in Zubermoos – Winzeln – L 422 – L 419 in Beffendorf |
| K 5527 | K 5531 in Aichhalden – Schachen – Großes Lehen – L 419 |
| K 5528 | (K 5361 im Ortenaukreis) – Kreisgrenze – Rotwasser – Bruckhof – Hölzle – L 108 in Lauterbach |
| K 5529 | K 5531 in Sulgen – Vierhäuser – L 422 in Seedorf |
| K 5530 | (K 5362 im Ortenaukreis) – Kreisgrenze – Kreisstraße ohne Anschluss an eine klassifizierte Straße – Kreisgrenze – (K 5725 im Schwarzwald-Baar-Kreis)                                                                        |
| K 5531 | L 422 in Rötenberg – K 5526 – Aichhalden – K 5527 – Lienberg – – Sulgen – L 419 – K 5529 – K 5532 – Hutneck – Friedrichsberg – Hardt – K 5563 – L 177 – K 5560 – Kreisgrenze – (K 5724 im Schwarzwald-Baar-Kreis)           |
| K 5532 | K 5531 in Sulgen – Deisenhof – Lambrechtshof – Schönbronn – K 5533 – K 5563 in Mariazell |
| K 5533 | K 5532 – K 5563 in Locherhof |
| K 5534 | K 5563 in Mariazell – Kreisgrenze – (K 5721 im Schwarzwald-Baar-Kreis) |
| K 5535 | (K 5721 im Schwarzwald-Baar-Kreis) – Kreisgrenze – K 5536 – K 5547 in Flözlingen |
| K 5536 | K 5535 – Kreisgrenze – (K 5720 im Schwarzwald-Baar-Kreis) |
| K 5537 | K 5547 in Lackendorf – |
| K 5538 | – Villingendorf – K 5522 – /L 424 |
| K 5539 | K 5547 in Stetten ob Rottweil – K 5540 in Zimmern ob Rottweil |
| K 5540 | K 5547 in Flözlingen – Zimmern ob Rottweil – K 5539 (– Abzweig zur ) – K 5541 – / – L 423 in Rottweil |
| K 5541 | L 423 in Horgen – K 5540 in Zimmern ob Rottweil |
| K 5542 | (K 7156 im Zollernalbkreis) – Kreisgrenze – K 5548 – Feckenhausen – Göllsdorf – Rottweil – Bühlingen – Hochhalden – Lauffen ob Rottweil – Deißlingen – K 5555 – – K 5558 – Kreisgrenze – (K 5706 im Schwarzwald-Baar-Kreis) |
| K 5543 | in Neufra – Kreisgrenze – (K 5907 im Landkreis Tuttlingen) |
| K 5544 | – Kreisgrenze – (K 5909 im Landkreis Tuttlingen) |
| K 5545 | – Wellendingen – L 434 – Wilflingen – K 5546 – Kreisgrenze – (K 5905 im Landkreis Tuttlingen) |
| K 5546 | (K 7157 im Zollernalbkreis) – Kreisgrenze – K 5545 in Wilflingen |
| K 5547 | Dunningen – Lackendorf – K 5537 – Stetten ob Rottweil – K 5539 – Flözlingen – K 5535 – K 5540 – L 423 in Horgen |
| K 5548 | – K 5549 – Zepfenhan – K 5542 |
| K 5549 | in Neukirch – K 5548 in Zepfenhan |
| K 5550 | (K 7133 im Zollernalbkreis) – Kreisgrenze – Vaihingerhof – in Neukirch |
| K 5551 | K 5552 – Kreisgrenze – (K 7132 im Zollernalbkreis) |
| K 5552 | Irslingen – K 5562 – Gößlingen – K 5551 – Kreisgrenze – (K 7168 im Zollernalbkreis) |
| K 5555 | (K 5710 im Schwarzwald-Baar-Kreis) – Kreisgrenze – K 5542 in Deißlingen |
| K 5557 | K 5559 in Trossingen Bahnhof – Kreisgrenze – (K 5704 im Schwarzwald-Baar-Kreis) |
| K 5558 | K 5542 – Trossingen Bahnhof – K 5559 – /L 433 – Kreisgrenze |
| K 5559 | K 5558 in Trossingen Bahnhof – Kreisgrenze – (K 5939 im Landkreis Tuttlingen) |
| K 5560 | L 175 – K 5531 |
| K 5561 | Hinterkaltbrunn – Kaltbrunn – L 405 in Vortal |
| K 5562 | (K 7176 im Zollernalbkreis) – Kreisgrenze – Rotenzimmern – Böhringen – K 5506 – K 5552 – Dietingen – Marktenbrunnen – L 423 in Rottweil                                                                                     |
| K 5563 | L 424 in Altoberndorf – K 5500 – K 5506 – Epfendorf – L 424 – Bösingen – K 5522 – Dunningen (– Abzweig zur ) – Locherhof – K 5533 – Mariazell – K 5532 – K 5534 – L 177 in Hardt                                            |